# Georges Touquet-Daunis
Georges Touquet-Daunis (Parigi, 12 marzo 1879 – Berry-au-Bac, 16 aprile 1917) è stato un maratoneta francese.
Partecipò alla maratona delle Olimpiadi 1900 di Parigi ma non riuscì a completare la corsa.